# How Men Propose
How Men Propose er en amerikansk stumfilm fra 1913 af Lois Weber.

## Medvirkende
- Margarita Fisher som Grace Darling
- Chester Barnett
- Phillips Smalley
- Lois Weber